# Гамаль Абдель Насер (УДК)
«Гама́ль А́бдель На́сер» — универсальный десантный корабль-вертолётоносец военно-морских сил Египта типа Мистраль, является четвёртым кораблём в серии. Изначально разрабатывался и строился во Франции для ВМФ России, в связи с чем в феврале 2012 года получил наименование по российскому городу Владивосток. Изготовитель основной части корпуса — французская компания STX France (французское подразделение STX Europe), кормовой части — российская компания Балтийский завод. Из-за аннексии Крыма Россией и вооружённого конфликта на востоке Украины Франция отказалась передать корабль российской стороне. 5 августа 2015 стало известно, что Россия и Франция достигли взаимоприемлемой договорённости о прекращении контракта. По сообщению пресс-службы Кремля, Франция вернула перечисленные Россией деньги, а после возврата поставленного российского оборудования и материалов обрела право собственности. 2 июня 2016 года был передан ВМС Египта и получил название в честь второго президента Египта Гамаля Абдель Насера.

## Строительство

Расположение АК-630 и ЗРК Гибка на УДК для ВМФ России (вместо турели и ЗРК)

1 февраля 2012 года состоялась закладка основной части корпуса. Корабль был заложен во Франции на верфи компании «STX France». 1 октября 2012 в Санкт-Петербурге на стапеле ООО «Балтийский завод — судостроение» была заложена кормовая часть.
26 июня кормовая часть корпуса была спущена на воду и после приёмки французской стороной в период с 6 по 23 июля была отбуксирована в Сен-Назер, Франция. 25 июля корма была заведена в док и в течение месяца состыкована с носовой частью корабля. 16 октября 2013 года ДВКД-1 «Владивосток» был спущен на воду.
Первый испытательный выход в море прошёл 6 марта 2014 года. Третий испытательный выход в море состоялся с 8 по 11 апреля 2014 года. По данным на 15 мая 2014 года, совершил четвёртый выход в море на ходовые испытания.
В ноябре 2014 года сообщалось, что с пришвартованного в порту Сен-Назер «Владивостока» неизвестными было похищено высокотехнологичное оборудование.
Заказ ВМФ России
Контракт на строительство двух «Мистралей» на сумму 1,2 млрд евро был подписан в июне 2011 года. Всего планировалось заказать у Франции 4 вертолётоносца класса «Мистраль», однако от 2 кораблей было решено отказаться.
В некоторых сообщениях прессы о российских «Мистралях» иногда приводятся ТТХ этого проекта, несколько отличающиеся от французского варианта. Например:
- Общая длина корпуса корабля типа «Мистраль» составляет 199 м.
- Ширина — 32 м.
- Высота борта на уровне полётной палубы — 27 м.
- Осадка при водоизмещении 22 600 т — 6,42 м.
- Максимальная скорость при осадке 6,42 м равна 18,5 узла при 100 % мощности азиподов (3,5 МВт).
- Экипаж составляет 177 человек.
- Число пассажиров — 481.

В строящиеся для ВМФ РФ корабли по требованию российской стороны был внесён ряд изменений по сравнению с французским проектом:
1. Был изменён фактически до ледового класса состав сплавов стали для корпусов кораблей, что позволяет их применять в северных широтах, в том числе в условиях сложной ледовой обстановки.
2. Увеличена высота УДК, поскольку были переоборудованы внутренние доки корабля для швартовки вертолётов большего размера типа Ка-28 и Ка-52К.
3. В конструкции кораблей предусмотрены места для установки дополнительного вооружения и, в частности, средств ПВО для отражения воздушных налётов, а также скорострельного артиллерийского вооружения и крупнокалиберных автоматических установок для отражения нападений с моря. Усиление вооружения позволит применять УДК в открытом море с меньшим сопровождением надводных кораблей охранения. (По информации на 7.5.2014 решение об усилении защитного и ударного вооружения российских ДВКД «Владивосток» и «Севастополь» пока не принято[9].)
4. Немного изменены жилищные условия[10].

Вместо устаревшей французской системы спутниковой связи Syracuse на первый российский «Мистраль» будет установлена отечественная система «Центавр». Согласно документам, помимо традиционных для российского ВМФ приёмников и передатчиков КВ и УКВ-связи на «Владивостоке» будет установлено изделие Р-794-1, которое входит в состав модернизированной системы спутниковой связи «Центавр». Корабельная станция этой системы обеспечивает передачу данных между кораблями, а также с береговой станцией на скорости 512 кбит/с.
3 сентября 2014: Франция отказалась от поставки в Россию вертолетоносца «Владивосток» в контрактный срок. В качестве причины задержки названы действия России в конфликте на востоке Украины.
Намечавшаяся на 14 ноября церемония передачи «Владивостока» не состоялась. Сообщалось, что во Франции опасаются, что проходящий обучение экипаж «Владивостока» может завладеть кораблем и угнать его в Россию.
25 ноября Президент Франции Франсуа Олланд принял решение приостановить до нового распоряжения передачу России первого вертолетоносца из-за продолжающегося неурегулирования ситуации на Украине
5 августа 2015 стало известно, что Россия и Франция достигли взаимоприемлемой договорённости о прекращении контракта. По сообщению пресс-службы Кремля, Франция вернула перечисленные Россией деньги, а после возврата поставленного российского оборудования и материалов обрела право собственности. 2 июня 2016 года был передан ВМС Египта и получил название в честь второго президента Египта Гамаля Абдель Насера.
6 августа 2015 года главы двух государств России и Франции «приняли совместное решение о прекращении действия контракта на строительство и поставку двух десантно-вертолётных кораблей-доков типа „Мистраль“, подписанного в июне 2011 года».
23 сентября 2015 года стало известно, что Египет договорился с Францией о покупке двух кораблей типа «Мистраль», предназначавшихся для поставки в Россию.
Осенью 2016 года египетская сторона обратилась к России с просьбой продать им 50 вертолётов Ка-52К и Ка-29/31, ранее предназначавшихся для этих кораблей.
С 2017 г. Россия ведёт переговоры с Египтом также об оборудовании кораблей российскими системами вооружения, средствами радиоэлектронной борьбы и системами связи; общая стоимость контракта более 1 млрд долл.